# Championnat de Bulgarie de football 1958-1959
Navigation
Saison précédente Saison suivante
La saison 1958-1959 du Championnat de Bulgarie de football était la 35e édition du championnat de première division en Bulgarie. Les 12 meilleurs clubs du pays se retrouvent au sein d'une poule unique, la Vissha Professionnal Football League, où ils s'affrontent deux fois, à domicile et à l'extérieur. À l'issue du championnat, les 2 derniers du classement sont directement relégués en D2 et remplacés par les deux meilleurs clubs de deuxième division.
C'est le CDNA Sofia, tenant du titre depuis 1954, qui remporte une nouvelle fois la compétition en terminant en tête du championnat, avec 5 points d'avance sur le PFC Slavia Sofia et 8 sur le duo Spartak Plovdiv-PFK Levski Sofia. Il s'agit du 10e titre de champion de Bulgarie de l'histoire du club.

## Clubs participants
| - PFK Levski Sofia - CDNA Sofia - Beroe Stara Zagora - Cherno More Varna - PFC Slavia Sofia - FK Spartak Varna | - Lokomotiv Sofia - Dunav Ruse - Spartak Plovdiv - PFK Spartak Pleven - Botev Plovdiv - Minyor Dimitrovo |

## Compétition

### Classement
Le barème utilisé pour établir le classement est le suivant :
- Victoire : 2 points
- Match nul : 1 point
- Défaite : 0 point

| Rang | Équipe             | Pts | J  | G  | N | P  | Bp | Bc | Diff |
| ---- | ------------------ | --- | -- | -- | - | -- | -- | -- | ---- |
| 1    | CDNA Sofia T       | 32  | 22 | 13 | 6 | 3  | 37 | 16 | +21  |
| 2    | PFC Slavia Sofia   | 27  | 22 | 10 | 7 | 5  | 29 | 17 | +12  |
| 3    | PFK Levski Sofia C | 24  | 22 | 10 | 4 | 8  | 27 | 15 | +12  |
| 4    | Spartak Plovdiv    | 24  | 22 | 8  | 8 | 6  | 33 | 29 | +4   |
| 5    | Lokomotiv Sofia    | 23  | 22 | 10 | 3 | 9  | 33 | 28 | +5   |
| 6    | Dunav Ruse         | 22  | 22 | 8  | 6 | 8  | 25 | 27 | -2   |
| 7    | PFK Spartak Pleven | 22  | 22 | 8  | 6 | 8  | 24 | 30 | -6   |
| 8    | Botev Plovdiv      | 22  | 22 | 8  | 6 | 8  | 28 | 41 | -13  |
| 9    | Spartak Plovdiv    | 21  | 22 | 6  | 9 | 7  | 21 | 24 | -3   |
| 10   | Minyor Dimitrovo   | 18  | 22 | 7  | 4 | 11 | 27 | 32 | -5   |
| 11   | Beroe Stara Zagora | 18  | 22 | 7  | 4 | 11 | 21 | 25 | -4   |
| 12   | Cherno More Varna  | 11  | 22 | 3  | 5 | 14 | 15 | 36 | -21  |

|  | Qualification pour la Coupe des clubs champions 1959-1960                                |
|  | Relégation en deuxième division                                                          |
|  | T : Tenant du titre C : Vainqueur de la Coupe de Bulgarie P : Promu de deuxième division |

## Bilan de la saison
| Championnat de Bulgarie de football 1958-1959 |                        |
| Champion                                      | CDNA Sofia (10e titre) |
| Coupes et trophées                            |                        |
| Vainqueur de la Coupe de Bulgarie 1958-1959   | PFK Levski Sofia       |
| Qualifications continentales                  |                        |
| Coupe des clubs champions 1959-1960           | CDNA Sofia             |
| Promotions et relégations                     |                        |
| Promus en Vissha PFL                          | Septemvri Sofia        |
| Promus en Vissha PFL                          | FK Spartak Sofia       |
| Relégués en B PFL                             | Cherno More Varna      |
| Relégués en B PFL                             | Beroe Stara Zagora     |